# Henri Braconnot
Henri Braconnot (Commercy, Mosa, França, 29 de maig de 1780 – Nancy, 13 de gener de 1855) va ser un químic i farmacèutic francès.
Braconnot va néixer en Commercy, fill d'un advocat del parlament local. A partir de la mort del seu pare, l'any 1787, Henri va començar la seva instrucció a l'escola primària de Commercy, i posteriorment la continuà amb mestres privats.
Als 13 anys, va entrar com a aprenent en una farmàcia de Nancy, on va aprendre i va practicar en farmàcia, química i botànica. Als 15 anys va deixar Nancy per un servei militar en un hospital a Estrasburg.
Entre 1801 i 1802 va viure a París, on va aprendre en diverses escoles, entre elles l'escola de medicina, i va seguir les conferències d'Antoine-François de Fourcroy, Jean-Baptiste Lamarck i Étienne Geoffroy Sant-Hilaire. Va dur a terme algunes recerques químiques sobre la composició d'una banya fòssil que es van publicar més tard (J Chim Phys 1806).
Des de 1802 i fins a la seva mort, Braconnot va viure en Nancy, on va ser nomenat l'any 1807 com a director del jardí botànic i membre de l'acadèmia científica de la ciutat. Va treballar com a químic fins a la seva mort principalment pel que fa a la química de plantes. Va realitzar diverses recerques sobre assimilació de plantes, àcids orgànics, composició de plantes i greixos. Va fer també contribucions menors a la mineralogia i hidrologia.
Va ser triat el 1823 com a membre de número de l'Acadèmia de les Ciències a París. Fins a la seva mort l'any 1855, Braconnot va publicar 112 obres.
El 1825, va descobrir un heteropolisacàrid estructural, la pectina.